# Syncerastis ptisanopa
Syncerastis ptisanopa är en fjärilsart som beskrevs av Edward Meyrick 1931. Syncerastis ptisanopa ingår i släktet Syncerastis och familjen spinnmalar. Inga underarter finns listade i Catalogue of Life.